# Starorusskoje (Kaliningrad)
Starorusskoje (russisch Старорусское, deutsch Eythienen) ist eine ländliche Siedlung in der russischen Oblast Kaliningrad. Sie gehört zur kommunalen Selbstverwaltungseinheit Stadtkreis Gurjewsk im Rajon Gurjewsk.

## Geographische Lage
Starorusskoje liegt unweit des Südufers des Kurischen Haffs einen Kilometer südlich von Kaschirskoje (Schaaksvitte) an der Kommunalstraße 27K-053 und 26 km nordöstlich von Kaliningrad (Königsberg).

## Geschichte
Eythienen wurde etwa 1405 gegründet und gehörte bis 1945 zum Landkreis Samland im Regierungsbezirk Königsberg in Ostpreußen. 1939 hatte es 270 Einwohner.
Nach dem Anschluss des Gebietes an die Sowjetunion bekam das Dorf den Status einer ländlichen Siedlung (possjolok). Sie erhielt im Jahr 1950 die russische Bezeichnung Starorusskoje (starorusski = altrussisch) und wurde gleichzeitig dem Dorfsowjet Kaschirski selski Sowet im Rajon Gurjewsk zugeordnet. Im Jahr 1954 gelangte Starorusskoje in den Marschalski selski Sowet. Von 2008 bis 2013 gehörte der Ort zur Landgemeinde Chrabrowskoje selskoje posselenije und seither zum Stadtkreis Gurjewsk. 

### Alte Ortsnamen
- Eutyn (um 1500)
- Ewtynn (nach 1540)
- Euthinen (nach 1565)
- Eytunen (nach 1692)
- Eytinen - (nach 1820)

## Kirche
Bis 1945 war die mehrheitlich evangelische Bevölkerung Eythienens in das Kirchspiel Schaaken mit Sitz in Kirche Schaaken (russisch: Schemtschuschnoje) eingepfarrt. Es gehörte zum Kirchenkreis Königsberg-Land II in der Kirchenprovinz Ostpreußen der Kirche der Altpreußischen Union.
Heute liegt Starorusskoje im Einzugsbereich der evangelisch-lutherischen Kirchengemeinde in Marschalskoje (Gallgarben). Sie ist eine Filialgemeinde der Auferstehungskirche in Kaliningrad (Königsberg) in der Propstei Kaliningrad der Evangelisch-lutherischen Kirche Europäisches Russland (ELKER).

## Verkehr
Von 1901 bis 1945 führte durch Eythienen die schmalspurige Bahnstrecke Prawten–Schaaksvitte der Königsberger Kleinbahn.